# Bematistes adrasta
Bematistes adrasta är en fjärilsart som beskrevs av Gustav Weymer 1892. Bematistes adrasta ingår i släktet Bematistes och familjen praktfjärilar. Inga underarter finns listade i Catalogue of Life.